# NGC 3445
NGC 3445 (другие обозначения — UGC 6021, IRAS10515+5715, MCG 10-16-23, VV 14, ZWG 291.11, Arp 24, KCPG 256A, PGC 32772) — галактика в созвездии Большая Медведица.
Этот объект входит в число перечисленных в оригинальной редакции «Нового общего каталога», а также включён в атлас пекулярных галактик.
Галактика NGC 3445 входит в состав группы галактик NGC 3445. Помимо NGC 3445 в группу также входят NGC 3440, NGC 3458 и MCG 10-16-24.